# Arcidiocesi di Owando
L'arcidiocesi di Owando (in latino Archidioecesis Ouandoensis) è una sede metropolitana della Chiesa cattolica nella Repubblica del Congo. Nel 2021 contava 355.120 battezzati su 488.140 abitanti. È retta dall'arcivescovo Gélase Armel Kema.

## Territorio
L'arcidiocesi comprende le regioni di Cuvette e di Cuvette-Ovest nella repubblica del Congo.
Sede arcivescovile è la città di Owando, dove si trova la cattedrale di San Firmino.
Il territorio si estende su 74.850 km² ed è suddiviso in 27 parrocchie.

### Provincia ecclesiastica
La provincia ecclesiastica di Owando, eretta nel 2020, comprende due suffraganee:
- la diocesi di Ouesso, eretta il 6 giugno 1983;
- la diocesi di Impfondo, eretta come prefettura apostolica di Likouala il 30 ottobre 2000, elevata al rango di diocesi l'11 febbraio 2011.

## Storia
Il vicariato apostolico di Fort-Rousset fu eretto il 21 dicembre 1950 con la bolla Quo in Africa Aequatoriali di papa Pio XII, ricavandone il territorio dalla diocesi di Brazzaville (oggi arcidiocesi).
Il 14 settembre 1955 il vicariato apostolico fu elevato a diocesi con la bolla Dum tantis dello stesso papa Pio XII.
Il 3 dicembre 1977 assunse il nome di diocesi di Owando.
Il 6 giugno 1983 cedette una porzione del suo territorio a vantaggio dell'erezione della diocesi di Ouesso. Un'ulteriore porzione di territorio fu ceduta il 22 febbraio 2013 a vantaggio dell'erezione della diocesi di Gamboma.
Il 30 maggio 2020 è stata elevata al rango di arcidiocesi metropolitana da papa Francesco con la bolla Quoniam caritas.

## Cronotassi dei vescovi
Si omettono i periodi di sede vacante non superiori ai 2 anni o non storicamente accertati.

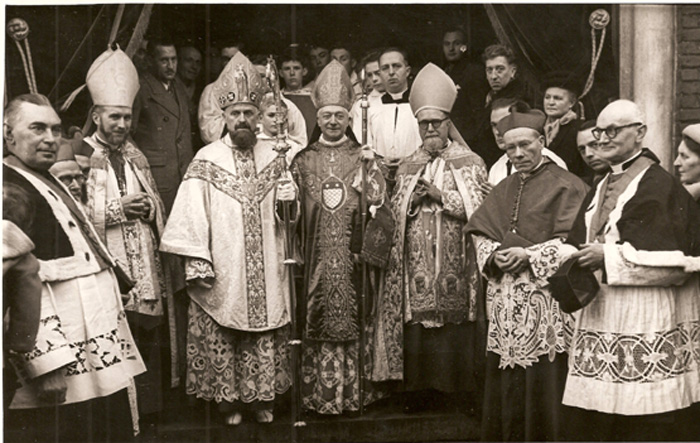
La consacrazione episcopale di mons. Emile-Elie Verhille, il 21 dicembre 1951.

- Emile-Elie Verhille, C.S.Sp. † (21 giugno 1951 - 2 marzo 1968 dimesso)
  - Sede vacante (1968-1972)
- Georges-Firmin Singha † (23 maggio 1972 - 1º settembre 1988 nominato vescovo di Pointe-Noire)
- Ernest Kombo, S.I. † (7 luglio 1990 - 22 ottobre 2008 deceduto)
  - Sede vacante (2008-2011)
- Victor Abagna Mossa (11 febbraio 2011 - 20 agosto 2023 ritirato)
- Gélase Armel Kema, dal 6 gennaio 2024[2]

## Statistiche
L'arcidiocesi nel 2021 su una popolazione di 488.140 persone contava 355.120 battezzati, corrispondenti al 72,7% del totale.
| anno | popolazione | popolazione | popolazione | presbiteri | presbiteri | presbiteri | presbiteri                | diaconi | religiosi | religiosi | parrocchie |
| anno | battezzati  | totale      | %           | numero     | secolari   | regolari   | battezzati per presbitero | diaconi | uomini    | donne     | parrocchie |
| ---- | ----------- | ----------- | ----------- | ---------- | ---------- | ---------- | ------------------------- | ------- | --------- | --------- | ---------- |
| 1970 | 71.764      | 290.278     | 24,7        | 31         | 10         | 21         | 2.314                     |         | 25        |           | 18         |
| 1980 | 77.067      | 271.000     | 28,4        | 26         | 9          | 17         | 2.964                     |         | 22        | 38        | 14         |
| 1987 | 71.457      | 246.127     | 29,0        | 23         | 14         | 9          | 3.106                     |         | 11        | 32        | 14         |
| 1999 | 230.700     | 525.000     | 43,9        | 26         | 19         | 7          | 8.873                     |         | 20        | 40        | 23         |
| 2000 | 250.600     | 525.000     | 47,7        | 30         | 21         | 9          | 8.353                     |         | 24        | 38        | 24         |
| 2001 | 135.000     | 243.946     | 55,3        | 51         | 42         | 9          | 2.647                     |         | 19        | 37        | 19         |
| 2002 | 250.600     | 525.000     | 47,7        | 32         | 23         | 9          | 7.831                     |         | 16        | 38        | 24         |
| 2003 | 320.750     | 525.000     | 61,1        | 35         | 26         | 9          | 9.164                     |         | 16        | 44        | 24         |
| 2004 | 250.756     | 525.000     | 47,8        | 38         | 32         | 6          | 6.598                     | 1       | 13        | 36        | 24         |
| 2012 | 400.000     | 593.000     | 67,4        | 52         | 45         | 7          | 7.692                     |         | 14        | 36        | 22         |
| 2013 | 290.000     | 400.000     | 72,5        | 37         | 32         | 5          | 7.837                     | 1       | 10        | 24        | 15         |
| 2016 | 312.908     | 429.864     | 72,8        | 44         | 40         | 4          | 7.111                     | 1       | 7         | 20        | 23         |
| 2019 | 338.000     | 464.200     | 72,8        | 64         | 59         | 5          | 5.281                     | 1       | 24        | 30        | 22         |
| 2020 | 346.800     | 476.270     | 72,8        | 64         | 59         | 5          | 5.419                     | 1       | 24        | 31        | 22         |
| 2021 | 355.120     | 488.140     | 72,7        | 58         | 53         | 5          | 6.122                     | 1       | 21        | 30        | 27         |